# Leptastrea aequalis
Leptastrea aequalis är en korallart som beskrevs av Veron 2002. Leptastrea aequalis ingår i släktet Leptastrea och familjen Faviidae. IUCN kategoriserar arten globalt som sårbar. Inga underarter finns listade i Catalogue of Life.